# Corydalis baekunnensis
Corydalis baekunnensis là một loài thực vật có hoa trong họ Anh túc. Loài này được Y.N.Lee mô tả khoa học đầu tiên năm 2004.